# Xorilbia arboricola
Xorilbia arboricola är en spindeldjursart som först beskrevs av Volker Mahnert 1979.  Xorilbia arboricola ingår i släktet Xorilbia och familjen Ideoroncidae. Inga underarter finns listade i Catalogue of Life.